# Пижил (станция)
Пижил — железнодорожная станция в Сюмсинском районе Удмуртской республики.

## География
Находится в западной части Удмуртии на расстоянии приблизительно 22 км на юг по прямой от районного центра села Сюмси.

## История
Известна с 1955 года. До 2021 года входила в состав Васькинского сельского поселения.

## Население
Постоянное население составляло: 692 человека в 2002 году (удмурты 64 %, русские 33 %), 624 в 2012.